# Normandy Park
Normandy Park – miasto w Stanach Zjednoczonych, w stanie Waszyngton, w hrabstwie King.